# منطقه عرتا
منطقه عرتا (به عربی: إقلیم عرتا) یک منطقه در جیبوتی است که در جیبوتی واقع شده‌است.

## خصوصیات
منطقه عرتا ۱٬۸۰۰ کیلومترمربع مساحت و ۴۷٬۳۳۰ نفر جمعیت دارد.